# Bålsjön, Hälsingland
Bålsjön är en sjö i Hudiksvalls kommun i Hälsingland och ingår i Harmångersån-Delångersåns kustområde. Sjön har en area på 0,194 kvadratkilometer och ligger 43,9 meter över havet.

## Delavrinningsområde
Bålsjön ingår i det delavrinningsområde (684403-158657) som SMHI kallar för Utloppet av Bålsjön. Medelhöjden är 50 meter över havet och ytan är 1,2 kvadratkilometer. Det finns inga avrinningsområden uppströms utan avrinningsområdet är högsta punkten. Avrinningsområdets utflöde mynnar i havet. Avrinningsområdet består mestadels av skog (84 procent). Avrinningsområdet har 0,19 kvadratkilometer vattenytor vilket ger det en sjöprocent på 16 procent.